# Lazar Samardžić
Lazar Samardžić (en serbio: Лазар Самарџић; Berlín, Alemania, 24 de febrero de 2002) es un futbolista serbio. Juega de centrocampista y su equipo es el Atalanta B. C. de la Serie A italiana.

## Trayectoria
Formado en las inferiores del Hertha de Berlín, ganó la Medalla Fritz Walter de bronce en la categoría sub-17. Debutó con el primer equipo el 22 de mayo de 2020 en la victoria por 4-0 del Hertha sobre el Unión Berlín.
El 8 de septiembre de 2020 fue traspasado al R. B. Leipzig, equipo con el que firmó por cinco años. Jugó nueve partidos en su primera temporada en el club y en agosto de 2021 se marchó al Udinese Calcio. Con este equipo participó en 93 encuentros de la Serie A durante tres años, en los que anotó trece goles y dio ocho asistencias, antes de ser cedido al Atalanta B. C. en agosto de 2024.

## Selección nacional
Fue internacional en categorías inferiores con la selección de Alemania. En categoría absoluta decidió jugar con Serbia y debutó el 24 de marzo de 2023 en un partido de clasificación para la Eurocopa 2024 ante Lituania.

### Participaciones en Eurocopas
| Copa          | Sede     | Resultado    | Partidos | Goles |
| ------------- | -------- | ------------ | -------- | ----- |
| Eurocopa 2024 | Alemania | Primera fase | 2        | 0     |

## Estadísticas

### Clubes
Actualizado al último partido disputado el 17 de mayo de 2025.
| Club                           | Div.          | Temporada     | Liga  | Liga  | Copas nacionales | Copas nacionales | Copas internacionales | Copas internacionales | Total | Total |
| Club                           | Div.          | Temporada     | Part. | Goles | Part.            | Goles            | Part.                 | Goles                 | Part. | Goles |
| ------------------------------ | ------------- | ------------- | ----- | ----- | ---------------- | ---------------- | --------------------- | --------------------- | ----- | ----- |
| Hertha de Berlín II · Alemania | 4.ª           | 2019-20       | 5     | 1     | —                | —                | —                     | —                     | 5     | 1     |
| Hertha de Berlín II · Alemania | Total club    | Total club    | 5     | 1     | 0                | 0                | 0                     | 0                     | 5     | 1     |
| Hertha de Berlín · Alemania    | 1.ª           | 2019-20       | 3     | 0     | 0                | 0                | —                     | —                     | 3     | 0     |
| Hertha de Berlín · Alemania    | Total club    | Total club    | 3     | 0     | 0                | 0                | 0                     | 0                     | 3     | 0     |
| R. B. Leipzig · Alemania       | 1.ª           | 2020-21       | 7     | 0     | 2                | 0                | 0                     | 0                     | 9     | 0     |
| R. B. Leipzig · Alemania       | Total club    | Total club    | 7     | 0     | 2                | 0                | 0                     | 0                     | 9     | 0     |
| Udinese Calcio · Italia        | 1.ª           | 2021-22       | 22    | 2     | 2                | 0                | ―                     | ―                     | 24    | 2     |
| Udinese Calcio · Italia        | 1.ª           | 2022-23       | 37    | 5     | 2                | 0                | ―                     | ―                     | 39    | 5     |
| Udinese Calcio · Italia        | 1.ª           | 2023-24       | 34    | 6     | 0                | 0                | ―                     | ―                     | 34    | 6     |
| Udinese Calcio · Italia        | 1.ª           | 2024-25       | 0     | 0     | 1                | 0                | ―                     | ―                     | 1     | 0     |
| Udinese Calcio · Italia        | Total club    | Total club    | 93    | 13    | 5                | 0                | 0                     | 0                     | 98    | 13    |
| Atalanta B. C. · Italia        | 1.ª           | 2024-25       | 31    | 2     | 3                | 2                | 8                     | 1                     | 42    | 5     |
| Atalanta B. C. · Italia        | Total club    | Total club    | 31    | 2     | 3                | 2                | 8                     | 1                     | 42    | 5     |
| Total carrera                  | Total carrera | Total carrera | 139   | 16    | 10               | 2                | 8                     | 1                     | 157   | 19    |

## Vida personal
Nació en Berlín y tiene ascendencia serbia.